# 百次町
百次町（ももつぎちょう）は、鹿児島県薩摩川内市の町。旧薩摩国薩摩郡百次郷百次村、薩摩国薩摩郡永利郷百次村、薩摩郡永利村大字百次、川内市百次町。郵便番号は895-0007。人口は2,365人、世帯数は882世帯（2020年10月1日現在）。

## 地理
薩摩川内市の南西部、百次川の上流域から中流域に位置している。字域の北方には永利町、宮崎町、平佐町、南方には冠岳山地の中岳、東岳、冠岳（西岳）の稜線を境にいちき串木野市に接しており、芹ケ野及び冠嶽に接する。また、東方には樋脇町市比野、西方には百次川を境に川永野町、勝目町がそれぞれ接している。
字域の北部には住宅地が多く所在しており、薩摩川内市立永利小学校が所在している。付近には鹿児島県立川内厚生園があり、施設内に1979年までは永利小学校の分校が設置されていた。
また、字域のほぼ中央部を南北に鹿児島県道36号川内郡山線が通り、それに沿って九州新幹線の高架が南北に通っている。
主に北部の平野部には水田があり、南部の山地では畑作が行われている。

### 町名の由来
「百次」という地名は多くのことをつなぎ合わせること、長く続いて絶えないという意味を持つ「百綴」に類する語に由来するという説がある。

### 河川
- 百次川

## 歴史

### 百次の成立と中世
百次という地名は古くは戦国期より見え、薩摩国薩摩郡のうちであった。天文5年の島津勝久から入来院重聡への宛行状に「薩摩国千台郡之内百次城所領之事」とあるのが初見であると考えられている。
大永6年には島津実久が百次の地を占領し、山崎成智を城主とするが、入来院氏により何度も攻撃を受け天文8年に陥落し、再び入来院氏が占領。その後岩田ケ城は百次城と呼称されるようになった。元亀元年に入来院氏は百次と共に平佐（現在の平佐町）、高江（現在の高江町）、宮里（現在の宮里町）、天辰（現在の天辰町)、碇山を島津氏に献納した。

### 近世の百次
江戸期には薩摩国百次郷（外城）のうちであり、村高は「検地目録」及び「天保郷帳」では1,098石余、「旧高旧領」では984石余であった。明治2年には百次郷は山田郷と合併し、永利郷のうちとなった。

### 町村制施行以降
1889年（明治22年）に町村制が施行されたのに伴い、百次村は永利郷に属する山田村、田崎村の区域より永利村が成立した。それまでの百次村は永利村の大字「百次」となった。
1956年（昭和31年）9月30日には永利村が薩摩郡高江村と共に川内市に編入された。同年の10月19日に鹿児島県公報に掲載された「 市村の廃置分合に伴う大字の廃止及び町の新設」（鹿児島県告示）により9月30日付で旧永利村大字百次の区域を以て新たに川内市の町「百次町」が設置された。
2004年（平成16年）10月12日に川内市、東郷町、入来町、祁答院町、樋脇町、下甑村、上甑村、鹿島村、里村が新設合併し薩摩川内市が設置された。この市町村合併に伴い設置された法定合併協議会において川内市の町・字については「現行通りとする。」と協定されたため、名称の変更は行われずに薩摩川内市の町となった。

### 災害史
- 2020年（令和2年）7月6日、令和2年7月豪雨により百次川が氾濫[12]。

## 人口
以下の表は国勢調査による小地域集計が開始された1995年以降の人口の推移である。
| 年                 | 人口  |
| ------------------ | ----- |
| 1995年（平成7年）  | 2,329 |
| 2000年（平成12年） | 2,406 |
| 2005年（平成17年） | 2,627 |
| 2010年（平成22年） | 2,482 |
| 2015年（平成27年） | 2,413 |
| 2020年（令和2年）  | 2,365 |

## 施設

### 公共
- 鹿児島県立川内厚生園
- 鹿児島県立川内自興園

### 教育
- 薩摩川内市立永利小学校

### 寺社
- 永利護国神社
- 早馬神社
- 芋焼神社
- 菅原神社
- 猪額神社
- 秋葉神社

## 小・中学校の学区
市立小・中学校に通う場合、学区（校区）は以下の通りとなる。
| 町丁   | 番地 | 小学校                 | 中学校                   |
| ------ | ---- | ---------------------- | ------------------------ |
| 百次町 | 全域 | 薩摩川内市立永利小学校 | 薩摩川内市立川内南中学校 |

## 交通

### 道路
主要地方道
- 鹿児島県道36号川内郡山線